# Crambus leachellus
Crambus leachellus là một loài bướm đêm trong họ Crambidae.